# St. Johannes Baptist (Straußdorf)

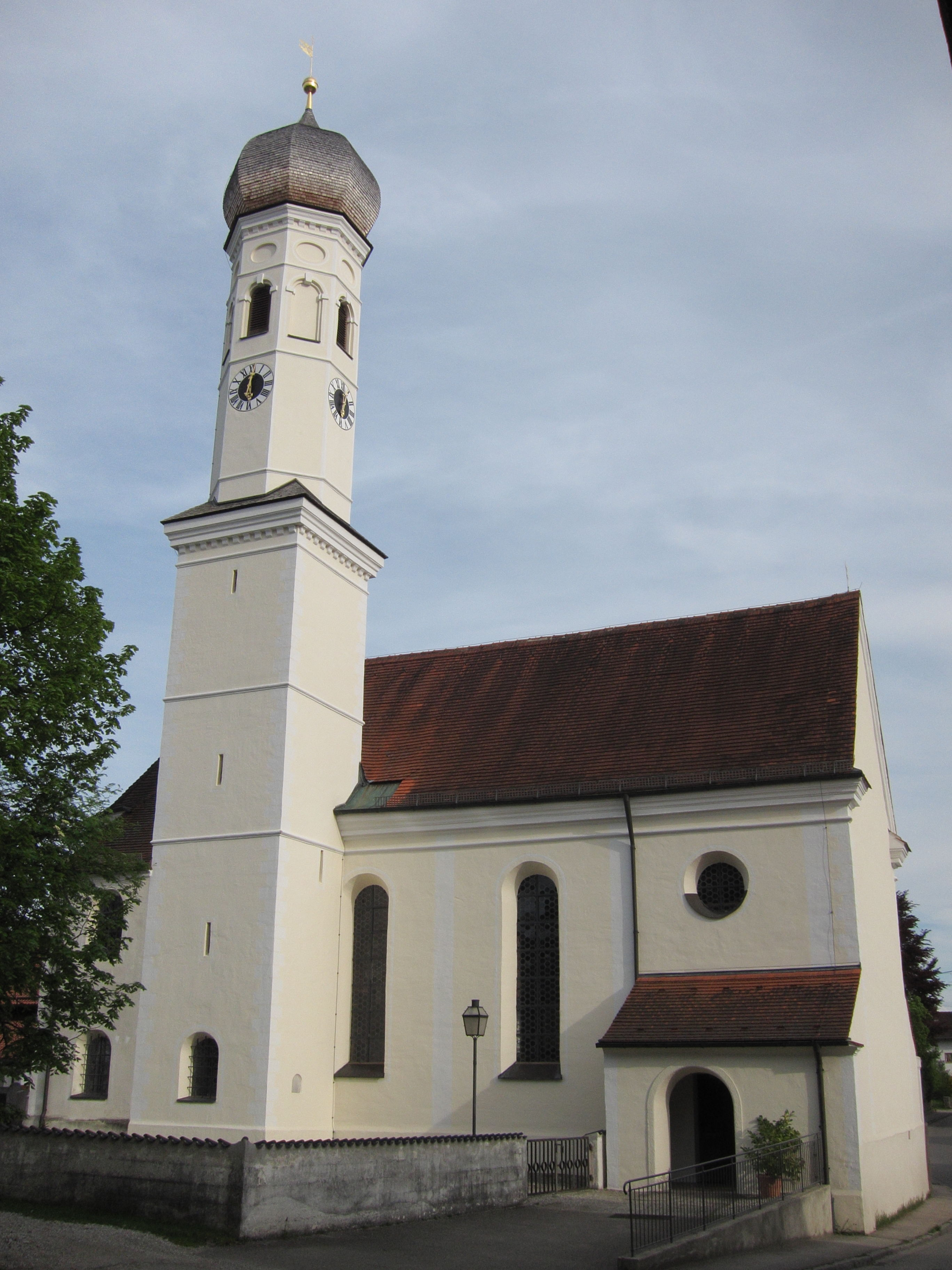
St. Johannes Baptist in Straußdorf

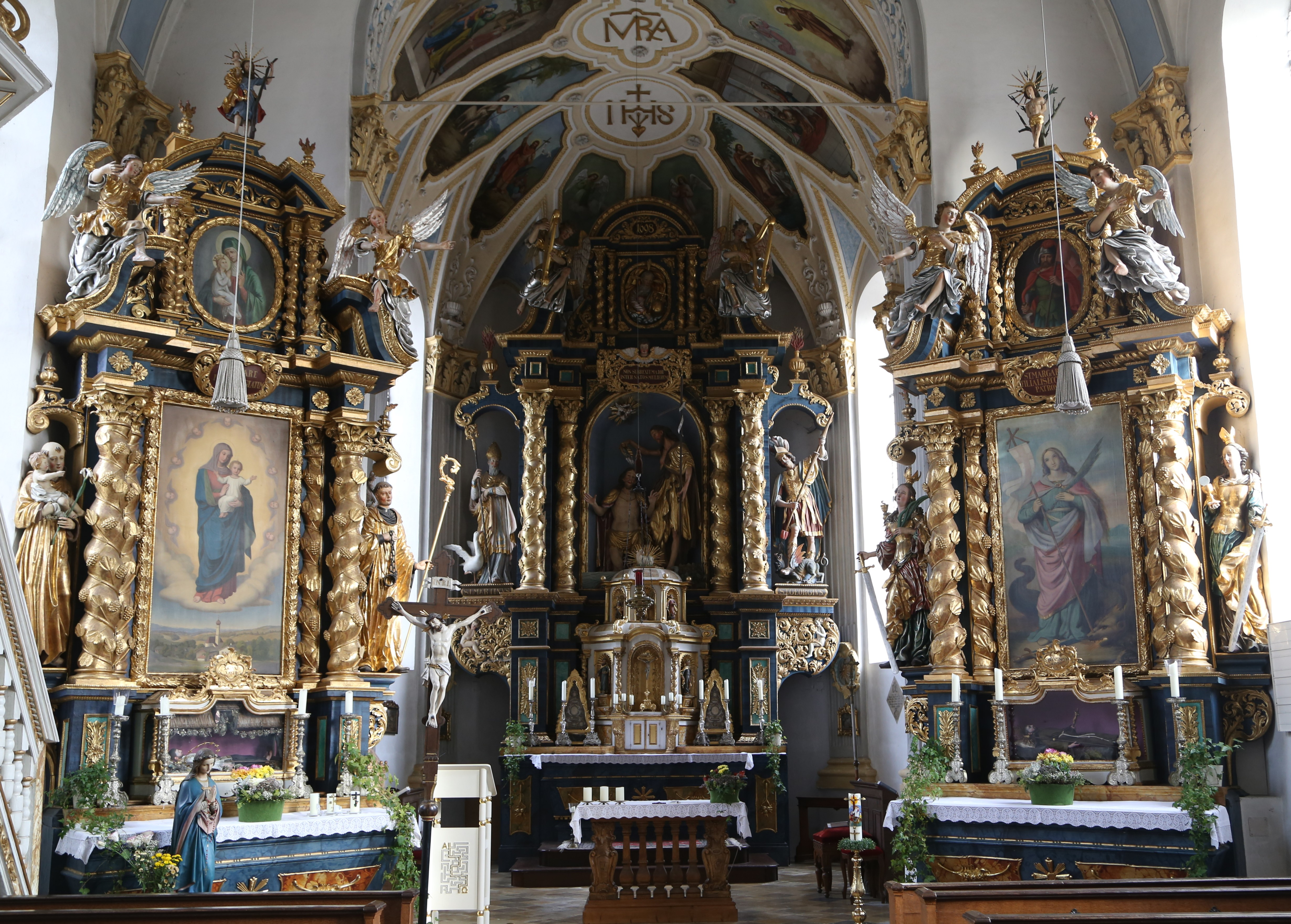
Innenraum

Die römisch-katholische Pfarrkirche St. Johannes Baptist, auch als St. Johannes der Täufer  bezeichnet, steht in Straußdorf, einem Gemeindeteil der Stadt Grafing bei München im oberbayerischen Landkreis Ebersberg. Sie ist in der Liste der Baudenkmäler in Grafing bei München als Baudenkmal unter der Nr. D-1-75-122-52 eingetragen. Die Kirche gehört zum Dekanat Ebersberg im Erzbistum München und Freising.

## Beschreibung
Die barocke Saalkirche wurde 1697 errichtet. Sie besteht aus dem Langhaus, dem eingezogenen, halbrund geschlossenen Chor im Osten, dessen Wände mit Pilastern gegliedert sind, der Sakristei an der Nordwand des Chors und dem Chorflankenturm auf quadratischem Grundriss an der Nordostecke von Chor und Sakristei. Die achteckigen, mit einer Zwiebelhaube bedeckten Obergeschosse des Turms enthalten die Turmuhr und den Glockenstuhl. Ein Vorbau vor dem westlichen Joch an der Südwand des Langhauses führt zum Portal.
Der um 1700 gebaute Hochaltar mit der Skulpturengruppe der Taufe Jesu im Jordan wird von den Skulpturen des Martin von Tours und des heiligen Georg flankiert.
Die ursprüngliche Orgel mit fünf Registern, verteilt auf ein Manual und Pedal, wurde 1907 von Josef Hackl gebaut. Das Instrument wurde mehrfach umgebaut und erweitert, was zu einem erheblichen Verlust der Originalsubstanz führte. Die Orgel ist derzeit (Stand 2025) in einem schlechten Zustand. Daher ist ein Neubau in Planung.